# Isabel da Lorena
Isabel da Lorena (em francês:  Isabelle de Lorraine; 1400 — 28 de fevereiro de 1453) foi suo jure Duquesa da Lorena de 1431 até a sua morte.
Isabel foi também Rainha de Nápoles, por casamento com Renato I de Anjou tendo sido regente dos domínios do marido enquanto este esteve detido na Borgonha de 1435 a 1438.

## Biografia
Isabel era a filha mais velha do duque Carlos II da Lorena e de Margarida do Palatinado e, com a morte de seus irmãos, ficou claro em 1410 que ela seria a sucessora do pai. A sua educação foi cuidadosa e era uma mulher bonita, espirituosa, corajosa e com a capacidade de para tomar decisões em circunstâncias difíceis.
A 24 de outubro de 1420, casou com Renato, Duque de Anjou. No contrato de casamento, estava especificado que ela herdaria a Lorena, assim como ele herdaria Bar e Pont-à-Mousson, e que o filho desse casamento herdaria todos os domínios, unindo-os assim.
A 25 de janeiro de 1431, Isabel herdou o ducado da Lorena após a morte do pai, e governou juntamente com seu marido como co-governante, como era costume para uma monarca naquela época. Seu direito de governar foi questionado por seu primo, António, Conde de Vaudémont, que capturou Renato na Batalha de Bulgnéville e o prendeu como aliado do Duque de Borgonha. Ela liderou um exército para resgatar o marido de Filipe III, Duque da Borgonha, garantindo um cessar-fogo e, a 24 de abril de 1434, o imperador Sigismundo reconhecido o seu direito de governar.
Em novembro de 1434, o marido herdou os domínios franceses de Anjou, Provença e Maine do irmão, o duque Luís III, tornando-se também príncipe herdeiro do Reino de Nápoles. No ano seguinte, a 2 de fevereiro de 1435, pela morte da rainha Joana II de Nápoles, ele herdou o trono de Nápoles. Renato nomeou Isabel como regente até à sua libertação, e uma embaixada napolitana pediu-lhe que fosse a Nápoles para assumir o cargo até que o marido assumisse o trono pessoalmente. Isabel e o filho Luís partiram a bordo de uma frota. A Crônica de Gaspare Fuscolillo, de meados do século XVI, regista a sua chegada a Nápoles a 15 de outubro de 1435. Como regente de Nápoles, ela enfrentou a luta com o outro pretendente ao trono de Nápoles, Afonso de Aragão, tendo recebido apoio militar do Papa Eugénio IV.
Renato foi libertado em 1437 e chegou a Nápoles para se juntar a Isabel e assumir o governo em maio de 1438. Isabel com o filho Luís regressou à Lorena em agosto de 1440. Aí, ela finalmente derrotou o primo, António de Vaudémont a 27 de março de 1441. Quando o rei Carlos VII de França visitou Nancy, conheceu Agnes Sorel, uma das damas de companhia de Isabel, que quem se tornou amante e com grande influência junto do rei.
Em julho de 1445, Isabel nomeou o filho João para governador-geral da Lorena, retirando-se para a mansão de Launay, no Saumur. Isabel morreu a 28 de fevereiro de 1453 com 53 anos. O seu filho, João, sucedeu-lhe como duque da Lorena. Foi sepultada na Catedral de Angers.
Renato voltou a casar-se, a 10 de setembro de 1454, Joana de Laval, mas não teve descendência desse casamento.

## Casamento e Descendência
Do seu casamento com Renato, Isabel teve 10 filhos:
1. João II (Jean) (1424-1470), que sucedeu à mãe como Duque da Lorena e ao pai como Rei de Nápoles, com geração;
2. Renato (René) (1426-morreu jovem);
3. Luís (Louis) (1427–1444), Marquês de Pont-à-Mousson e Tenente-Geral da Lorena;
4. Nicoulau (Nicholas) (1428–1430), gémeo de Iolanda;
5. Iolanda (Yolande) (1428–1483), que casou com Frederico II, conde de Vaudemont, pais do duque Renato II da Lorena;
6. Margarida (Marguerite) (1430–1482), casou com o rei Henrique VI de Inglaterra, com geração;
7. Carlos (Charles) (1431–1432), Conde de Guise;
8. Isabel (Isabelle) (morreu jovem);
9. Luísa (Louise) (1436–1438);
10. Ana (Anne) (1437–1450), sepultada em Gardanne.